# Sandakan hachibanshokan bohkyo
Sandakan hachibanshokan bohkyo (em japonês:  サンダカン八番娼館 望郷; bra: Vontade de Viver) é um filme japonês de 1974, do gênero drama bélico-histórico, dirigido por Kei Kumai, com roteiro de Kei Kumai e Sakae Hirosawa baseado em livros de Tomoko Yamazaki.
Com o nome traduzido em inglês para Sandakan No. 8, foi indicado ao Oscar de melhor filme estrangeiro na edição de 1976, representando o Japão.

## Elenco
- Komaki Kurihara - Keiko Mitani
- Yoko Takahashi - Osaki (jovem)
- Kinuyo Tanaka - Osaki (adulta)
- Takiko Mizunoe - Okiku
- Eiko Mizuhara - Ofumi
- Yoko Todo - Oyae
- Yukiko Yanagawa - Otake
- Yoko Nakagawa - Ohana
- Masayo Umezawa - Yukiyo
- Ken Tanaka - Hideo Takeuchi
- Eitaro Ozawa - Tarozo
- Tomoko Jinbo - Moto
- Hideo Sunazuka - Yajima
- Mitsuo Hamada - Yasukichi
- Kaneko Iwasaki - Sato